# Station Sanderbusch
Station Sanderbusch (Bahnhof Sanderbusch) was een spoorwegstation in de Duitse plaats Sande, in de deelstaat Nedersaksen. De naam van het station komt van het naastgelegen ziekenhuis (Nordwest-Krankenhaus Sanderbusch). Het station lag aan de spoorlijn Sande - Jever. Het station telde één perronspoor. Op het station stopten alleen treinen van de NordWestBahn.
Wegens verlegging van de sporen is dit station in 2022 gesloten en gesloopt. De treinen maken nu gebruik van een nieuw traject dat om Sande heen loopt. zie de voetnoot onder Sande.

## Treinverbindingen
Tot de sluiting werd Sanderbusch bediend door de de stoptrein RB59 van de NordWestBahn, welke tussen Esens en Wilhelmshaven rijdt.